# 陽炎型駆逐艦
陽炎型駆逐艦（かげろうがたくちくかん）は、大日本帝国海軍（以下「海軍」）の一等駆逐艦の艦級である。全19隻が建造された。一番艦である「陽炎」の沈没後、書類上不知火型駆逐艦（しらぬいがたくちくかん）と改定された。
次級の夕雲型駆逐艦と合わせて甲型駆逐艦と呼ばれる。

## 概要
1937年（昭和12年）からの第三次軍備補充計画（通称③計画）で15隻、1939年（昭和14年）からの④計画で4隻が建造された。軍縮条約の制限に縛られず、復元性能・船体強度にも留意した日本海軍の艦隊型駆逐艦の集大成といえる駆逐艦。第1艦（陽炎）が1939年11月に竣工、最終艦（秋雲）が1941年（昭和16年）9月竣工。太平洋戦争では新鋭駆逐艦として第一線に投入され、終戦まで生き残ったのは「雪風」ただ1隻である。

## 計画
1921年（大正10年）ワシントン海軍軍縮条約後に建造された吹雪型駆逐艦は好評であり、竣工時は航続距離の短さだけに不満があった。また後の性能改善工事で速力が34ノット程度（計画は37.5ノット）に落ちてしまった。1930年（昭和5年）のロンドン軍縮条約では駆逐艦を含む補助艦艇の保有合計排水量と個艦排水量の制限を受けることになり、海軍は吹雪型より小型でほぼ同等の兵装を持つ初春型駆逐艦の建造をスタートさせる。しかし復元性能や船体強度が十分でなく、性能改善工事で兵装の削減が行われ、ごく平凡な性能の駆逐艦となってしまった。続く白露型駆逐艦は初春型の改良型であり、満足のいくものではなかった。次に建造される朝潮型駆逐艦は軍縮条約破棄を見越して船体規模を吹雪型程度に戻して兵装も同等とし、復元性能や船体強度も留意されたが、35ノットの速力と18ノットで4,000海里の航続距離（計画）は海軍として不満が残るものであった。また竣工後に旋回圏が大きいために艦尾形状を改めたり、タービン翼の欠損が見つかる（臨機調事件）などトラブルもあった。このような経緯があり、海軍は軍縮条約あけには条約の制限に縛られない駆逐艦の建造に着手する。
軍令部の当初の要求は速力36ノット以上、航続力18ノットで5,000海里、兵装は吹雪型と同等、吹雪型程度までの大きさ、というものだった。この要求を全て満たした場合には公試排水量2,700トン、全長120メートル以上で機関出力60,000馬力の大型艦になってしまい、出力60,000馬力のタービンを新設計する必要もあった。そこで速度の要求のみ35ノットに落とし、公試排水量2,500トン、全長118.5m、出力52,000馬力に計画がまとめられた。基本計画番号F49。設計は牧野茂が行った。
1937年（昭和12年）に第三次軍備補充計画（通称③計画）では2,000トン型駆逐艦（後の陽炎型）18隻の予算が承認され、15隻が建造された。残り3隻は、同じ時に建造が決定していた大和型戦艦の架空排水量（③計画では3万5千トン、④計画では4万トンの戦艦として計上）分の不足予算を確保するため、陽炎型3隻分（および伊十五型潜水艦1隻）を架空計上したためである（④計画では駆逐艦2隻分＋潜水艦1隻分の予算を2隻に分配）。
1939年（昭和14年）の第四次軍備充実計画（通称④計画）では、2,000トン型の駆逐艦（甲）は16隻の予算が承認され、陽炎型は4隻建造（残りは夕雲型11隻、島風型1隻、2隻は架空計上）、最終的に陽炎型は計19隻（③計画15隻、④計画4隻）になった。
従来の陽炎型は計18隻とされていたが、近年になって後述の夕雲型に類別されていた秋雲が艦橋・艦尾の形状や「なぜ夕雲型のうち『秋雲』だけが2番主砲の撤去が行われたのか?（夕雲型は2番主砲の撤去は行われていない）」という疑問から、陽炎型であることが判明したものである。

## 艦型
基本的に朝潮型とほぼ同じ艦型になる。友鶴事件、第四艦隊事件の教訓を完全に盛り込んだ設計となった。

### 船体
船体は新たに線図が引き直された。長さを抑えて、吃水を深く取り、肥痩係数を若干大きくして重心の高さを抑えている。艦尾水面付近には船体にナックルを付けて水流を抑え、抵抗を低くした。朝潮型では船体強度を高めすぎた部分があり、本型では平板龍骨を厚くして船体縦強度と重心降下に留意する一方、他の部分は適正な板厚に抑えた。

### 機関
主機は朝潮型の主機を改良した艦本式タービンで、機関出力は朝潮型の50,000馬力から本型で52,000馬力になった。タービンは高圧・中圧・低圧・巡航の4つのタービンで構成されており、巡航タービンは1段減速（朝潮型）から2段減速に変更、重量軽減と燃費の向上を図っていた。
缶（ボイラー）は朝潮型と同様、ロ号艦本式重油専焼缶（空気余熱器付）3基を搭載する。朝潮型の蒸気圧力22kg/cm2、蒸気温度300℃から本型では圧力30kg/cm2、温度350℃にして出力増大をさせた。「天津風」は蒸気圧力40kg/cm2、蒸気温度400℃の缶を実験的に装備して好評であり、後に「島風」に採用された。
なお竣工当初は速力が35ノットに達せず、推進器形状をいろいろ試して、35.5ノットを超えることができた。

### 主砲
12.7cm連装砲は朝潮型と同じC型3基を装備した。配置は吹雪型、朝潮型と同一で前部は艦橋前に1基、後部は背負い式に2基を搭載している。大戦後半になり機銃増備のため2番砲は撤去された。

### 魚雷
竣工時より九三式魚雷（酸素魚雷）を搭載した最初の駆逐艦になる。発射管は白露型から装備する九二式61cm4連装発射管を2基装備、発射管の形式は白露型・朝潮型の2型から陽炎型以降は4型となり、防盾の形状が変更されている。位置は朝潮型と同様に艦の中心線上、1番発射管は第1煙突直後の上構上、2番発射管は第2煙突後方の探照燈台と後部上構の間の上甲板上になる。1番発射管の装備位置は朝潮型より低くなっている。
予備魚雷の位置は変更された。朝潮型では1番発射管の後方（2番煙突の左右）に予備魚雷は置いたが、この場合1番発射管から2番発射管の予備魚雷まで連続して魚雷を配置することになる。本型では1番発射管の予備魚雷を発射管前方（1番煙突の左右）に置いて、被弾時の誘爆を防ぐために魚雷を分散した。

### 機銃
竣工時は25ミリ機銃連装2基を第2煙突前の機銃台に設置した。駆逐艦での25mm機銃搭載は「朝潮」が試験的に搭載（他の朝潮型は13mm連装機銃）、それに続いて陽炎型では計画から搭載を盛り込んだ初めての駆逐艦になる。
1943年（昭和18年）から機銃の増備が実施され、連装機銃は3連装と交換、艦橋前に連装1基、2番主砲塔を撤去した跡に3連装2基を装備、あ号作戦時には合計で3連装4基、連装1基となった。その後は単装機銃が増備された。

### レーダー
竣工時には電探（レーダー）を装備していない。1943年以降、前部マストを改造し対水上用22号電探1基を装備した。電探室は艦橋後部、信号所の下に甲板室を増設して設置した。あ号作戦時（1944年）には対空用13号電探も後部マストに装備している。

### 対潜兵装
九三式水中探信儀（アクティブ・ソナー）、九三式水中聴音機（パッシブ・ソナー）を竣工時から装備。また九四式爆雷投射機1基、爆雷投下台6基を装備した。投下台は後に投下軌条2条に改められた。爆雷は18個で単艦式大掃海具を降ろした場合は36個搭載できた。

## 活躍
陽炎型駆逐艦と改良型の夕雲型駆逐艦は日本海軍の期待を担って使用されたが、建造意図になかった空母や輸送船団の護衛、ガダルカナル島やニュージョージア諸島を初めとするソロモン諸島への輸送作戦（鼠輸送）に従事する事となる。しかし艦隊決戦を主目的に計画/建造されたために対空・対潜能力が優れているとはいえず、それらの作戦で次々と失われていった。また米艦隊との水上戦闘でも、舞風や野分を始め、数隻が撃沈されている。スラバヤ沖海戦、第三次ソロモン海戦、ルンガ沖夜戦、クラ湾夜戦、コロンバンガラ島沖海戦、レイテ沖海戦など、連合軍艦隊に対して雷撃を行ったケースも稀ではない。最終的に戦没せずに終戦まで生き残ったのは上述の通り「雪風」のみである。

## 建造所
舞鶴海軍工廠で5隻（陽炎、親潮、天津風、嵐、野分）、浦賀船渠で6隻（不知火、早潮、時津風、浜風、萩風、秋雲）、藤永田造船所で5隻（黒潮、夏潮、浦風、谷風、舞風）、佐世保海軍工廠で2隻（雪風、磯風）、神戸川崎造船所で1隻（初風）が建造された。

## 同型艦
艦艇類別等級表による日本海軍の分類は、1番艦「陽炎」、2番艦「不知火」、3番艦「黒潮」、4番艦「親潮」、5番艦「早潮」、6番艦「夏潮」、7番艦「初風」、8番艦「雪風」、9番艦「天津風」、10番艦「時津風」、11番艦「浦風」、12番艦「磯風（天津風（2代））」、13番艦「浜風」、14番艦「谷風」、15番艦「野分」、16番艦「嵐」、17番艦「萩風」、18番艦「舞風」、19番艦「秋雲」である。
建造時、艦艇類別等級表への登録は命名時に行われたため、艦番号と起工・進水・竣工の順番は一致しない。例えば、最初に起工されたのは2番艦の「不知火」、また、8番艦の「雪風」は全19隻のうち3番目の竣工である。16番艦の「嵐」は起工・進水・竣工の総てで15番艦の「野分」より早い。
| 艦名                          | 建造所         | 起工            | 進水            | 竣工            | その後                                                         |
| ----------------------------- | -------------- | --------------- | --------------- | --------------- | -------------------------------------------------------------- |
| 陽炎 （かげろう／かげろふ）   | 舞鶴海軍工廠   | 1937年 9月3日   | 1937年 9月27日  | 1939年 11月6日  | 1943年5月8日、クラ湾にて戦没                                   |
| 不知火 （しらぬい／しらぬひ） | 浦賀船渠       | 1937年 8月30日  | 1938年 6月28日  | 1939年 12月20日 | 1944年10月17日、シブヤン海にて戦没                             |
| 黒潮 （くろしお／くろしほ）   | 藤永田造船所   | 1937年 8月31日  | 1938年 10月25日 | 1940年 1月27日  | 1943年5月8日、コロンバンガラ島沖にて戦没                       |
| 親潮 （おやしお／おやしほ）   | 舞鶴海軍工廠   | 1938年 3月29日  | 1938年 11月29日 | 1940年 8月20日  | 1943年5月8日、コロンバンガラ島沖にて戦没                       |
| 早潮 （はやしお／はやしほ）   | 浦賀船渠       | 1938年 6月30日  | 1939年 4月19日  | 1940年 8月31日  | 1942年11月24日、ニューギニア島東方沖にて戦没                   |
| 夏潮 （なつしお／なつしほ）   | 藤永田造船所   | 1937年 12月9日  | 1939年 2月23日  | 1940年 8月31日  | 1942年2月9日、損傷により沈没                                   |
| 初風（はつかぜ）              | 川崎造船所     | 1937年 12月3日  | 1939年 1月24日  | 1940年 2月15日  | 1943年11月2日、ブーゲンビル島沖海戦において戦没                |
| 雪風（ゆきかぜ）              | 佐世保海軍工廠 | 1937年 8月2日   | 1939年 3月24日  | 1940年 1月20日  | 1947年7月6日、賠償艦として中華民国海軍へ引き渡し 1966年、解体  |
| 天津風（あまつかぜ）          | 舞鶴海軍工廠   | 1939年 2月14日  | 1939年 10月19日 | 1940年 10月26日 | 1945年4月6日、厦門湾にて擱座・自沈                             |
| 時津風（ときつかぜ）          | 浦賀船渠       | 1939年 2月20日  | 1939年 11月10日 | 1940年 12月15日 | 1943年3月3日、ビスマルク海海戦において大破・放棄（3月4日沈没） |
| 浦風（うらかぜ）              | 藤永田造船所   | 1939年 4月11日  | 1940年 4月10日  | 1940年 12月15日 | 1944年11月21日、台湾海峡にて戦没                               |
| 磯風（いそかぜ）              | 佐世保海軍工廠 | 1938年 11月25日 | 1939年 6月19日  | 1940年 11月30日 | 1945年4月7日、坊ノ岬沖海戦において航行不能となり海没処分       |
| 浜風（はまかぜ）              | 浦賀船渠       | 1939年 11月20日 | 1940年 11月25日 | 1941年 6月30日  | 1945年4月7日、坊ノ岬沖海戦において戦没                         |
| 谷風（たにかぜ）              | 藤永田造船所   | 1939年 10月18日 | 1940年 11月1日  | 1941年 4月25日  | 1944年6月9日、タウイタウイ島沖にて戦没                         |
| 野分（のわき）                | 舞鶴海軍工廠   | 1939年 11月8日  | 1940年 9月17日  | 1941年 4月28日  | 1944年10月25日、レイテ沖海戦において戦没                       |
| 嵐（あらし）                  | 舞鶴海軍工廠   | 1939年 5月4日   | 1940年 4月22日  | 1941年 1月27日  | 1943年8月6日、ベラ湾夜戦において戦没                           |
| 萩風（はぎかぜ）              | 浦賀船渠       | 1939年 5月23日  | 1940年 6月18日  | 1941年 3月31日  | 1943年8月6日、ベラ湾夜戦において戦没                           |
| 舞風 （まいかぜ／まひかぜ）   | 藤永田造船所   | 1939年 5月23日  | 1940年 6月18日  | 1941年 3月31日  | 1944年2月17日、トラック島空襲において戦没                      |
| 秋雲（あきぐも）              | 浦賀船渠       | 1940年 7月2日   | 1941年 4月11日  | 1941年 9月27日  | 1944年4月11日、ミンダナオ島サンボアンガ近海にて戦没            |

以上の艦の他に③計画では第32号艦、第33号艦、第34号艦の3隻が計画されているが、これは大和型戦艦2隻（大和、武蔵）の建造予算調達の為に計上された物で、実際に建造される予定は無かった。

## 駆逐隊の変遷

### 第十八駆逐隊
呉鎮守府籍の「陽炎」「不知火」と朝潮型駆逐艦の「霰」「霞」で編成。1935年（昭和10年）4月1日に解隊した磯風型駆逐艦4隻からなる先代に続く三代目の第十八駆逐隊である。
- 1939年（昭和14年）11月15日：編成。第二艦隊第二水雷戦隊。
- 1942年（昭和17年）
  - 7月5日：「霰」戦没（7月31日除籍）。「霞」「不知火」は大破。
  - 7月15日：「陽炎」は第十五駆逐隊に転出[46]。
  - 8月15日：解隊[16]。
- 1944年（昭和19年）
  - 3月31日：再建（第九駆逐隊を改称。霞、不知火、薄雲）[47]。第五艦隊第一水雷戦隊。
  - 7月7日：「薄雲」戦没（9月10日除籍）。
  - 10月27日：「不知火」戦没（12月10日除籍）。「霞」は第一水雷戦隊附属に転出。
  - 11月15日：解隊[48]。残存した霞は第七駆逐隊に転出[48]。以後は第七駆逐隊の項に譲る。

### 第十五駆逐隊
呉鎮守府籍の「親潮」「早潮」「夏潮」で編成。後日、「黒潮」と「陽炎」を編入した。1939年（昭和14年）2月20日付で解隊した樅型駆逐艦4隻からなる先代に続く五代目の第十五駆逐隊である。
- 1940年（昭和15年）
  - 8月31日：編成（親潮、早潮、夏潮）。
  - 11月15日：第二艦隊第二水雷戦隊。第十六駆逐隊より「黒潮」を編入。
- 1942年（昭和17年）
  - 2月9日：「夏潮」戦没（2月28日除籍）。
  - 7月15日：第十八駆逐隊より「陽炎」を編入[49]。
  - 11月24日：「早潮」戦没（12月24日除籍）。
- 1943年（昭和18年）
  - 5月8日：「陽炎」「黒潮」「親潮」戦没（6月20日除籍）。
  - 6月20日：解隊[50]。

### 第十六駆逐隊
呉鎮守府籍の「黒潮」「初風」「雪風」「天津風」「時津風」で編成。1940年（昭和15年）10月15日に若竹型駆逐艦4隻からなる先代が舞鶴鎮守府第三十二駆逐隊に転出した後に続く、三代目の第十六駆逐隊である。
- 1940年（昭和15年）
  - 1月27日：編成（黒潮、雪風）。
  - 2月15日：「初風」竣工、編入。
  - 11月15日：「黒潮」は第十五駆逐隊に転出。
- 1941年（昭和16年）7月25日：第二艦隊第二水雷戦隊（初風、雪風、天津風、時津風）。
- 1942年（昭和17年）
  - 7月14日：第三艦隊第10戦隊に転籍。
  - 11月12日：「天津風」損傷、修理のため離脱（翌年2月修理完了、船団護衛任務の後、同年9月に原隊復帰）。
- 1943年（昭和18年）
  - 3月3日：「時津風」戦没（4月1日除籍）。
  - 11月2日：初風戦没（翌年1月5日除籍）。
- 1944年（昭和19年）
  - 1月16日：「天津風」大破、修理のため離脱（翌年3月修理完了）。
  - 3月20日：解隊[51]。「雪風」は第十七駆逐隊に転出[51]。以後は下記第十七駆逐隊の項に譲る。

### 第十七駆逐隊
呉鎮守府籍の「浦風」「磯風」「浜風」「谷風」で編成。戦争後半に「雪風」と「初霜」を編入した。1930年（昭和5年）6月1日に第6掃海隊に改称した海風型駆逐艦2隻、楢型駆逐艦2隻からなる先代に続く三代目の第十七駆逐隊である。真珠湾攻撃以降、太平洋戦争中の主要海戦に参加、終戦の日に解隊された。
- 1940年（昭和15年）12月15日：編成。
- 1941年（昭和16年）9月1日：第一艦隊第一水雷戦隊。
- 1942年（昭和17年）
  - 4月10日：第一航空艦隊第10戦隊に転籍。
  - 7月14日：第10戦隊は第三艦隊に転籍。
- 1944年（昭和19年）
  - 3月20日：解隊した第十六駆逐隊より「雪風」を編入[51]。
  - 6月9日：「谷風」戦没（8月10日除籍）。
  - 11月21日：「浦風」戦没（翌年1月10日除籍）。
  - 12月5日：第二艦隊第二水雷戦隊に転籍。
- 1945年（昭和20年）
  - 4月7日：「磯風」「浜風」戦没（5月25日磯風、6月10日浜風除籍）。
  - 4月20日：第二水雷戦隊解隊。連合艦隊直属第31戦隊に転籍。第二十一駆逐隊より「初霜」を編入[52]。
  - 7月30日：初霜戦没。
  - 8月15日：解隊。「雪風」は第四十一駆逐隊に転出[53]。
  - （10月5日：「雪風」除籍。）

### 第四駆逐隊
横須賀鎮守府籍の「野分」「嵐」「萩風」「舞風」で編成。1941年（昭和16年）3月31日付で解隊した峯風型駆逐艦2隻（編成当初は4隻）からなる先代に続く五代目の第四駆逐隊である。
- 1941年（昭和16年）
  - 3月31日：「嵐」「萩風」の2隻で編成[54]。
  - 4月28日：「野分」を編入[55]。
  - 7月1日：「野分」離脱、横須賀鎮守府練習兼警備駆逐艦[56]。
  - 8月11日：第二艦隊第四水雷戦隊。
  - 10月31日：「野分」「舞風」を編入[57]。
- 1942年（昭和17年）7月14日：第三艦隊第10戦隊に転籍。
- 1943年（昭和18年）
  - 8月6日：「嵐」「萩風」戦没（10月15日除籍）。
  - 9月15日：横須賀鎮守府海面防備隊より「山雲」を編入[58]。
- 1944年（昭和19年）
  - 2月17日：「舞風」戦没（3月31日除籍）。
  - 3月31日：2月10日に解隊した第二十四駆逐隊より「満潮」を編入[51]。
  - 7月10日：解隊した第十駆逐隊より「朝雲」を編入[59]。
  - 10月25日：「野分」「山雲」「満潮」「朝雲」戦没（翌年1月10日除籍）。
- 1945年（昭和20年）1月10日：解隊[60]。

### 第十駆逐隊
横須賀鎮守府籍の陽炎型「秋雲」と夕雲型駆逐艦の「夕雲」「巻雲」「風雲」で編成。1939年（昭和14年）11月15日付で解隊した吹雪型駆逐艦3隻からなる先代に続く四代目の第十駆逐隊である。終始第10戦隊に属して機動部隊の直衛をもくろんだが、南太平洋海戦以降は機動部隊と分離して外南洋の水雷戦に臨んだ。風雲・秋雲以外の同型艦は外南洋で失われ、代わりに朝潮型駆逐艦「朝雲」が加わって3隻体制で隊を維持したが、1944年4月に「秋雲」、6月に「風雲」が相次いで沈没し、解散した。
- 1942年（昭和17年）
  - 3月14日：「巻雲」竣工。「夕雲」と合わせ編成[61]。
  - 3月28日：竣工した「風雲」を編入[62]。
  - 4月10日：第一航空艦隊第10戦隊。
  - 4月15日：第五航空戦隊より「秋雲」を編入[63]。
  - 7月14日：第10戦隊は第三艦隊に転籍。
- 1943年（昭和18年）
  - 2月1日：「巻雲」触雷、航行不能のため雷撃処分（3月1日除籍）。
  - 10月6日：「夕雲」戦没（12月1日除籍）。
  - 10月31日：第九駆逐隊より「朝雲」を編入[64]。
- 1944年（昭和19年）
  - 4月11日：「秋雲」戦没（6月10日除籍）。
  - 6月8日：「風雲」戦没（7月10日除籍）。
  - 7月10日：解隊[59]。「朝雲」は第四駆逐隊に転出[59]。以後は上記第四駆逐隊の項に譲る。

## 登場作品

### 映画
『駆逐艦雪風』
「雪風」の戦歴を、建造にも関わった1主計兵の視点から描いた映画作品。名を継いだ護衛艦「ゆきかぜ」が雪風として出演している。
『ゴジラ-1.0』
1945年から1947年の終戦直後が舞台の映画作品。「雪風」が登場する。終戦により史実通り連合国軍に接収されていたが、1947年の日本に襲来したゴジラを倒すための戦力として、吹雪型駆逐艦「響」、峯風型駆逐艦「夕風」、松型駆逐艦「欅」など共に返還され、ゴジラ駆除作戦「海神作戦」（わだつみ作戦）に参加。同作戦の主力兼司令塔の役目を担う。
『八十八年目の太陽』
浦賀船渠を舞台に、「浜風」の建造をストーリーの軸に置いた映画作品。劇中では艦名を一字変えた「はやかぜ」として登場し、貴重な造艦場面などを見ることができる。

### アニメ
『ストライクウィッチーズ』
第1話、第2話で登場。「天津風」「雪風」「浦風」など同型艦6隻で「赤城」を護衛していたが、ネウロイの強襲により「赤城」と「雪風」以外は撃沈または行動不能にされた。全艦とも史実での2番主砲を25ミリ機銃に換装した対空兵装強化後の外観だが、塗装は戦時塗装前の状態であり、艦首両側面に駆逐隊番号、舷側にカタカナ表記の艦名が記されている。
『ハイスクール・フリート』
主人公たちの乗艦として、架空の同型艦である航洋直接教育艦「晴風（はれかぜ）」（史実では大和建造のための架空計上で建造されなかった③計画計画艦の1隻という設定）が登場。機関に「天津風」と同じタイプの高圧缶を搭載している他、電探やソナーを最新のものに置き換え、TACANを搭載している。作中では「舞風」「浜風」「天津風」「時津風」などの同型艦も登場する。